# Ibn Hauszab
Ibn Hauszab, arab. بن حوشب, pełne imię: Mansur al-Jaman Abu al-Kasim Hasan Ibn Faradż Ibn Hauszab Ibn Zadan Nadżar Kufi (? - zm. 2 grudnia 914/11 Dżumada al-ula 302 A.H.) – isma'ilicki da'i, twórca wspólnoty isma'ilitów w północnym Jemenie.
Urodził się w okolicach Kufy w rodzinie imamitów. Po ukryciu się ostatniego imama zwątpił w jego powrót i nawrócił się na isma'ilizm. Nastąpiło to gdzieś pomiędzy rokiem 874 a 880. Po wtajemniczeniu w nauki nowego wyznania udał się z pielgrzymką do Mekki, w której towarzyszył mu inny imamita nawrócony na isma'ilizm, pochodzący z Jemenu młodzieniec Ali Ibn Fadl. Z Mekki udali się oni razem do Jemenu, przy czym Ibn Hauszab początkowo osiadł w Adenie jako kupiec bawełniany zaś Ali Ibn Fadl udał się w góry, gdzie został pustelnikiem i da'im. Dopiero w roku 883-884/270 A.H. działalność Ibn Hauszaba zaczęła przynosić rezultaty, kiedy założył on swoją bazę na terytorium klanu Banu Musa, w Wadi La'a, na zachód od masywu Dżabal Masuar. Zdobył on kilka miast w masywie Dżabal Masuar, przy czym jego głównym ośrodkiem, dar al-hidżra (dosłownie: miejsce hidżry), stało się Bajt Fajes. Emirowie Sany nie byli w stanie powstrzymać jego rosnącej potęgi. Sama ich stolica została zdobyta przez niego co najmniej pięć razy i w związku z tymi zwycięstwami zaczęto wobec niego używać honorowego tytułu (lakab) „Mansur al-Jaman”.
W roku 893 Ibn Hauszab kazał udać się z pielgrzymką do Mekki przebywającemu u niego od roku Abu Abd Allahowi. Ten zdobył podczas niej przychylność grupy pielgrzymów z berberskiego plemienia Kutama z Kabylii, którzy zaprosili go do siebie. Był to początek misji isma'ilickiej w Afryce Północnej, która doprowadził do powstania kalifatu Fatymidów w 909 roku. Ibn Hauszab wysłał także swojego kuzyna, Ibn al-Hajsama, do Sindu, zapoczątkowując tym samym działalność isma'ilitów w Indiach, oraz innych da'ich do Bahrajnu, Jamamy i Egiptu.
W roku 899 Sa'id Ibn Husajn ogłosił, że jest nie tylko, jak twierdzili dotychczasowi przywódcy isma'iliccy, przedstawicielem imama (dosłownie: hudżdża - dowodem, wskazówką), ale po prostu imamem. W przeciwieństwie do wielu innych isma'ilitów, którzy potem zaczęli być nazywani karmatami, Ibn Hauszab uznał ten akt, a za nim zrobiły to wspólnoty założone przez wysłanych niegdyś przez niego da'ich. Imamat Sa'ida zakwestionował jednak m.in. Ali Ibn Fadl, który rozpoczął teraz walkę z Ibn Hauszabem. W roku 911 zdobył on Sanę i przez osiem miesięcy oblegał go w jego dar al-hidżra, dopóki nie uzyskał zakładników. Ostatecznie jednak Ibn Hauszab nie został pokonany. W ostatnim roku swojego życia był on pochłonięty kampanią w północnym Jemenie.
Ibn Hauszab jest autorem kilku znaczących isma'ilickich traktatów. Głównym źródłem wiedzy o jego osobie jest jego własną Sira, zachowana we fragmentach, napisana przez niego lub przez jego syna, Dżafara, który żył na Fatymidzkim dworze.